# 人偶 (漫画)
《人偶》是台南漫畫家劉寅甫的作品，拿到日本吉本興業舉辦的「原作發掘計畫」競賽首獎，銀甫则是從國立台北教育大學藝術與造型設計系藝術組畢業。描述的是一個多年前失去兒子的木匠，為能再次有兒子，而打造了木偶。